# Liste der Kulturdenkmale in Marsdorf (Dresden)
Die Liste der Kulturdenkmale in Marsdorf umfasst sämtliche Kulturdenkmale der Dresdner Gemarkung Marsdorf. Straßen und Plätze in der Gemarkung Marsdorf sind in der Liste der Straßen und Plätze in Marsdorf (Dresden) aufgeführt.

## Legende
- Bild: Bild des Kulturdenkmals, ggf. zusätzlich mit einem Link zu weiteren Fotos des Kulturdenkmals im Medienarchiv Wikimedia Commons. Wenn man auf das Kamerasymbol klickt, können Fotos zu Kulturdenkmalen aus dieser Liste hochgeladen werden:
- Bezeichnung: Denkmalgeschützte Objekte und ggf. Bauwerksname des Kulturdenkmals
- Lage: Straßenname und Hausnummer oder Flurstücknummer des Kulturdenkmals. Die Grundsortierung der Liste erfolgt nach dieser Adresse. Der Link (Karte) führt zu verschiedenen Kartendiensten mit der Position des Kulturdenkmals. Fehlt dieser Link, wurden die Koordinaten noch nicht eingetragen. Sind diese bekannt, können sie über ein Tool mit einer Kartenansicht einfach nachgetragen werden. In dieser Kartenansicht sind Kulturdenkmale ohne Koordinaten mit einem roten bzw. orangen Marker dargestellt und können durch Verschieben auf die richtige Position in der Karte mit Koordinaten versehen werden. Kulturdenkmale ohne Bild sind an einem blauen bzw. roten Marker erkennbar.
- Datierung: Baubeginn, Fertigstellung, Datum der Erstnennung oder grobe zeitliche Einordnung entsprechend des Eintrags in der sächsischen Denkmaldatenbank
- Beschreibung: Kurzcharakteristik des Kulturdenkmals entsprechend des Eintrags in der sächsischen Denkmaldatenbank, ggf. ergänzt durch die dort nur selten veröffentlichten Erfassungstexte oder zusätzliche Informationen
- ID: Vom Landesamt für Denkmalpflege Sachsen vergebene, das Kulturdenkmal eindeutig identifizierende Objekt-Nummer. Der Link führt zum PDF-Denkmaldokument des Landesamtes für Denkmalpflege Sachsen. Bei ehemaligen Kulturdenkmalen können die Objektnummern unbekannt sein und deshalb fehlen bzw. die Links von aus der Datenbank entfernten Objektnummern ins Leere führen. Ein ggf. vorhandenes Icon  führt zu den Angaben des Kulturdenkmals bei Wikidata.

## Liste der Kulturdenkmale in Marsdorf
| Bild           | Bezeichnung | Lage                                        | Datierung                        | Beschreibung | ID       |
| -------------- | --- | ------------------------------------------- | -------------------------------- | --- | -------- |
|                | Denkmal für Gefallenen des 1. Weltkrieges | Marsdorfer Hauptstraße (Karte)              | nach 1918 (Kriegerdenkmal)       | ortsgeschichtlich von Bedeutung | 09284035 |
|                | Dreiseithof mit Bauernhaus mit angebautem Stall, Scheune und Seitengebäude (mit Ställen) mit Hofeinfahrt                                                      | Marsdorfer Hauptstraße 9; 9a; 11 (Karte)    | 1. Hälfte 19. Jh. (Bauernhof)    | | 09284008 |
|                | Wohnstallhaus | Marsdorfer Hauptstraße 13 (Karte)           | Mitte 19. Jh. (Wohnstallhaus)    | | 09284010 |
|                | Gasthof Marsdorf | Marsdorfer Hauptstraße 15 (Karte)           | Mitte 19. Jh. (Gasthof)          | Gasthof | 09284011 |
|                | Einfriedungs- bzw. Hofmauer entlang der Straße | Marsdorfer Hauptstraße 16 (Karte)           | 18./19. Jh. (Einfriedung)        | | 09284009 |
|                | Bauernhaus und Hofmauer (bis Nr. 25 reichend) | Marsdorfer Hauptstraße 21 (Karte)           | um 1800 (Bauernhaus)             | markantes ländliches Anwesen um 1800, Gebäude mit Fachwerk im Obergeschoss, baugeschichtlich bedeutend, beide zusammen mit unverwechselbarer Erscheinung | 09284012 |
|                | Wohnhaus (bez. Landwirtschaftliche Maschinen Erwin Herold) mit plastischem Relief, Stall und Werkstattanbau                                                   | Marsdorfer Hauptstraße 32; 32a; 32b (Karte) | 2. Hälfte 19. Jh. (Wohnhaus)     | | 09284028 |
|                | Ländliches Wohnhaus (ohne hinteren Anbau) eines Bauernhofes                                                                                                   | Marsdorfer Hauptstraße 44 (Karte)           | bezeichnet 1723 (Wohnhaus)       | Obergeschoss Fachwerk mit aufgenagelten Brettern | 09284025 |
|                | Hofmauer, verputzt | Marsdorfer Hauptstraße 47 (vor) (Karte)     |                                  | | 09284017 |
|                | Wohnhaus mit angebautem Stallteil und Scheune (im rechten Winkel dazu) eins Bauernhofes, mit Hofmauer vor dem Grundstück und entlang des Weges zum Hofeingang | Marsdorfer Hauptstraße 57a (Karte)          | bezeichnet 1882 (Bauernhof)      | | 09284018 |
|                | Bauernhaus mit angebautem Stallteil eines Dreiseithofes | Marsdorfer Hauptstraße 59 (Karte)           | 2. Hälfte 19. Jh. (Bauernhaus)   | | 09284019 |
|                | Wohnstallhaus (Obergeschoss Fachwerk, verputzt) und Resten der Hofmauer vor dem Grundstück, Teile eines ehemaligen Dreiseithofes                              | Marsdorfer Hauptstraße 71 (Karte)           | 1748 Dendro (Wohnstallhaus)      | bau- und ortsgeschichtlich bedeutend | 09284021 |
| Weitere Bilder | Transformatorenhäuschen | Medinger Straße (Karte)                     | um 1910 (Transformatorenstation) | Zeugnis der flächendeckenden Elektrifizierung vor allem seit dem ausgehenden 19. Jahrhundert, ortsgeschichtlich und technikgeschichtlich von Bedeutung   | 09284027 |
|                | Wohnstallhaus eines Bauernhofes, mit Einfriedungs- und Hofmauer                                                                                               | Zum Lindeberg 6 (Karte)                     | bezeichnet 1807 (Wohnstallhaus)  | Obergeschoss Fachwerk | 09284031 |
|                | Wohnstallhaus | Zum Lindeberg 12 (Karte)                    | bezeichnet 1807 (Wohnstallhaus)  | Obergeschoss Fachwerk, bezeichnet im Schlussstein | 09284030 |
|                | Wohnstallhaus und kleines Seitengebäude | Zum Lindeberg 26 (Karte)                    | bezeichnet 1803 (Bauernhaus)     | ersteres durch Fachwerk im Obergeschoss und Krüppelwalmdach hervorgehoben                                                                                | 09284026 |
|                | Einfriedungs- bzw. Hofmauer entlang der straßenseitigen Grundstücksgrenze                                                                                     | Zum Spitzeberg 6 (Karte)                    | 18./19. Jh. (Einfriedung)        | | 09284023 |
|                | Wohnstallhaus mit angebautem Stallgebäude und Resten der ehemaligen Hofmauer                                                                                  | Zum Spitzeberg 8 (Karte)                    | bez. 1875 (Wohnstallhaus)        | | 09284024 |

## Ehemalige Kulturdenkmale
| Bild | Bezeichnung   | Lage                              | Datierung | Beschreibung                                                                                       | ID |
| ---- | ------------- | --------------------------------- | --------- | -------------------------------------------------------------------------------------------------- | -- |
|      | Mauer         | Marsdorfer Hauptstraße 10 (Karte) |           | Einfriedungs- und Hofmauer entlang der Straße; vermutlich Doppelerfassung mit der Mauer vor Nr. 16 |    |
|      | Wohnhaus      | Marsdorfer Hauptstraße 31 (Karte) |           | |    |
|      | Wohnhaus      | Marsdorfer Hauptstraße 41 (Karte) |           | |    |
|      | Seitengebäude | Marsdorfer Hauptstraße 61 (Karte) |           | Seitengebäude eines Dreiseithofes                                                                  |    |
|      | Wohnhaus      | Marsdorfer Hauptstraße 69 (Karte) |           | |    |
|      | Wohnhaus      | Zum Birkhübel (Karte)             |           | |    |
|      | Wohnhaus      | Zum Lindeberg 4a (Karte)          |           | |    |